# Bernd Fischer

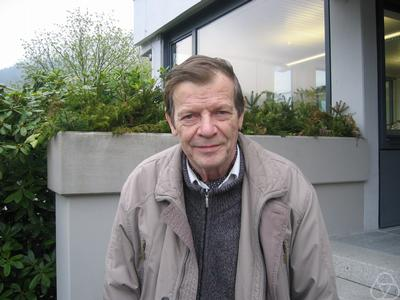
Bernd Fischer in het Wiskundig Onderzoeksinstituut van Oberwolfach, 2008

Bernd Fischer (Bad Endbach, 18 december 1936 - 13 augustus 2020) was een Duits wiskundige.
Hij is vooral bekend om zijn bijdragen aan de classificatie van de eindige enkelvoudige groepen. Hij ontdekte een aantal van de sporadische groepen; hij introduceerde 3-transpositiegroepen en construeerde de drie Fischer-groepen. Hij beschreef de babymonstergroep en berekende haar karaktertabel. Ook voorspelde hij het bestaan van de monstergroep.
Hij promoveerde in 1963 tot PhD aan de Johann Wolfgang Goethe Universiteit in Frankfurt am Main onder begeleiding van Reinhold Baer.

## Voetnoten
1. ↑  Universität trauert um Professor Bernd Fischer
2. ↑  (en)  Mark Ronan, Symmetry Monster, Oxford University Press, 2006, ISBN 0-19-280722-6